# Alfred Gilmore
Alfred Gilmore (* 9. Juni 1812 in Butler, Pennsylvania; † 29. Juni 1890 in New York City) war ein US-amerikanischer Politiker. Zwischen 1849 und 1853 vertrat er den Bundesstaat Pennsylvania im US-Repräsentantenhaus.

## Werdegang
Alfred Gilmore war der Sohn des Kongressabgeordneten John Gilmore (1780–1845). Er besuchte die öffentlichen Schulen seiner Heimat und absolvierte danach bis 1833 das Washington College. Nach einem anschließenden Jurastudium und seiner 1836 erfolgten Zulassung als Rechtsanwalt begann er in Butler in diesem Beruf zu arbeiten. Gleichzeitig schlug er als Mitglied der Demokratischen Partei eine politische Laufbahn ein.
Bei den Kongresswahlen des Jahres 1848 wurde Gilmore im 24. Wahlbezirk von Pennsylvania in das US-Repräsentantenhaus in Washington, D.C. gewählt, wo er am 4. März 1849 die Nachfolge von Alexander Irvin antrat. Nach einer Wiederwahl konnte er bis zum 3. März 1853 zwei Legislaturperioden im Kongress absolvieren. Diese Zeit war von den Diskussionen um die Frage der Sklaverei bestimmt. Unter anderem wurde der von US-Senator Henry Clay eingebrachte Kompromiss von 1850 verabschiedet.
Im Jahr 1852 verzichtete Gilmore auf eine weitere Kongresskandidatur. Nach dem Ende seiner Zeit im US-Repräsentantenhaus praktizierte er in Philadelphia als Anwalt. 1866 verlegte er seinen Wohnsitz und seine Kanzlei nach Lenox in Massachusetts. Er starb am 29. Juni 1890 während eines Besuchs in New York und wurde in Lenox beigesetzt.